# Аблайханов, Мигдатша Ишмухамет-оглы
Мигдатша Ишмухамет-оглы Аблайханов (каз. Миғдатша Ишмұхаметұлы Абылайханов; 1878 – 17 апреля 1919, Омск) — штабс-капитан Русской Императорской армии, участник Русско-японской войны, участник Гражданской войны в России и военный деятель Алаш-Орды (1917).

## Биография
Родился в 1878 году в семье Ишмухаммеда Аблайханова, внука Суюка Абылайханова. Потомок Аблай-хана, происходил из рода казахских чингизидов (Торе). Окончил Сибирский кадетский корпус (1898 год), Павловское военное училище по 3 разряду. Подпоручик 242-й Белебеевский резервный батальон (1900 год), поручиком (1905 год), командир нестроевой роты, штабс-капитан. Штабс-капитан 28-го Сибирского стрелкового запасного полка (1916 год).
Участвовал в походах и сражениях в войне с Японией в составе 5-го Сибирского Армейского корпуса с октября 1904 года по октябрь 1905. За боевые отличия награжден орденами Св. Станислава 3 ст. с мечами и бантом и Св. Анны 3 ст. с мечами и бантом (1905), Святого Станислава II-й степени (15.08.1916).
В 1916 году исполнял обязанности коменданта лагеря для военнопленных в Омске. В декабре 1917 года избран в состав Акмолинского Областного совета Алаш-Орды, участвовал в формировании алашских военных отрядов в Акмолинской области, в том числе и в городе Акмолинск. 17 апреля 1919 года скончался в Омске после продолжительной болезни.